# Stora Ljuna

Stora Ljuna är en gård i Hogstads socken, Mjölby kommun, Östergötlands län. Gården bestod av 2 mantal.